# Meister von Hakendover
Als Meister von Hakendover (engl. Master of Hakendover, fr. Maitre du Retable d’Hakendover) wird ein um 1400 in Flandern und im Brabant tätiger Bildhauer bezeichnet. Der namentlich nicht bekannte gotische Künstler und Vertreter des „Schönen Stils“ in einer brabanter Interpretation erhielt seinen Notnamen nach dem von ihm aus Holz geschnitzten Altar in der Kirche St. Salvator (fr. Saint-Sauveur, nl. Sint-Salvatorskerk oder auch van de Goddelijke Zaligmaker) in Hakendover in der heutigen belgischen Provinz Flämisch-Brabant.
Der Meister von Hakendover wird zu den bedeutenden Bildhauern der Region gerechnet. Auch kann der Einfluss seiner Arbeitsweise auf die Entwicklung der nachfolgenden Skulpturenkunst der Region gesehen werden, eventuell hatte er eine größere Werkstatt. Seine Figuren und der Faltenwurf ihrer Gewänder sind lebensnäher und sein Stil eine Neuerung gegenüber dem seiner Vorgänger und vieler Zeitgenossen. In der Kunstgeschichte wurde daher die inzwischen wohl verworfene These aufgestellt, dass der Meister von Hakendover aufs engste mit dem Werk des Malers Rogier van der Weyden vertraut gewesen war, da sich sein bildhauerisches Schaffen wie dessen Gemälde durch realistische Detailschilderungen auszeichnet.
Neben dem aus den Jahren unmittelbar nach 1400 stammenden Werk in Hakendover werden dem Meister von Hakendover auch acht Figuren von Propheten vom Turm des Rathauses in Brüssel zugerechnet. Diese heute im Museum dort zu findenden Plastiken von etwa 1410 sind einige der wenigen Teile, die von der ursprünglichen Dekoration des Hauses aus dem 15. Jahrhundert noch erhalten sind. Des Weiteren wird vorgeschlagen, dass eine Reihe von fast lebensgroßen steinernen Apostelfiguren aus der Kirche des heiligen Martin (fr. Basilique Saint-Martin de Halle, nl. Basiliek Heilig-Martin Hal) im belgischen Halle und eine Kreuzigungsgruppe aus Walnussholz aus den Jahren um 1420 in der Reinoldikirche in Dortmund von seiner Hand stammen; auch wird weiter in der Kunstgeschichte nach Werken des Meisters von Hakendover geforscht.
Das Gesamtwerk des Meisters von Hakendover gehört zu den wenigen erhaltenen Beispielen der umfangreichen Produktion, auch für den Export, aus der frühen Schaffensphase flandrischer und brabanter Bildhauerwerkstätten zwischen 1390 und 1440. Im Gegensatz zu zahlreichen geschnitzten Retabeln aus der zweiten Hälfte des 15. Jahrhunderts der Region existieren heute aus dieser Epoche nur noch wenige Beispiele, da viele Werke in den Unruhen des Jahres 1566 verloren gingen. Wegen eines Diebstahls in Hakendover im Jahr 1978 ist auch das Werk des Meisters dort nur noch in Fragmenten erhalten.